# Arnaud Ramey
Pas d'image ? Cliquez ici

a Compétitions nationales et continentales officielles uniquement.

b Matchs officiels uniquement.
Dernière mise à jour le 15 février 2023.
Arnaud Ramey, né le 4 février 1986 à Nemours, est un joueur français de rugby à XV évoluant au poste de pilier.

## Club
- 2007-2012 RC Narbonne
- 2012-2013 RO Agde

En 2013, il rejoint son club formateur de l'Aviron gruissanais en Fédérale 3.

## Palmarès

### En sélection nationale
- International -19 ans :
  - Participation au championnat du monde 2005 en Afrique du Sud : 2 sélections (Australie, Afrique du Sud).
  - 5 sélections en 2004-2005.

- International amateur en 2013[3].